# Идуронова киселина
L-Идуронова киселина (IdoA) е основния уронов компонент на глюкозамингликаните (GAG) дерматан сулфат и хепарин. Среща се и в хепаран сулфата, но тук е слабо застъпена, а основен компонент е нейният С5 епимер глюкуроновата киселина.
IdoA е хексопиранозен захарид. Повечето хексопиранози са стабилни в една от двете конформации „стол“ 1C4 или 4C1. L-идуронатът се различава и приема в разтвор три нискоенергетични конформации, между които се установява равновесие. Съществуват две конформации „стол“ – 1C4 и 4C1 както и допълнителна 2S0 конформация.
IdoA може да бъде модифицирана чрез добавянето на O-сулфатна група към С2 като се получава 2-O-сулфо-L-идуронова киселина (IdoA2S).
Когато участва в изграждането на олигозахарид доминират 1C4 и 2S0 конформациите (виж долу IdoA2S).
- IdoA(2S)1C4 conformation
- IdoA(2S)2S0 conformation